# Sarah Connolly
Dama Sarah Patricia Connolly, DBE, (Durham, 13 giugno 1963), è un mezzosoprano inglese.
Sebbene sia molto nota per i suoi ruoli barocchi e classici, la Connolly ha un vasto repertorio che include opere di Wagner e vari compositori del XX secolo. È stata nominata Commendatore dell'Ordine dell'Impero Britannico (CBE) nel New Year Honours del 2010 e Dama Commendatore dell'Ordine dell'Impero Britannico (DBE) nel Birthday Honours del 2017 per i servizi alla musica.

## Biografia
Sarah Patricia Connolly è nata nella Contea di Durham e ha studiato alla Queen Margaret's School di York, al Clarendon College di Nottingham e poi ha studiato pianoforte e canto al Royal College of Music, di cui ora è Fellow. In seguito è diventata membro dei BBC Singers per cinque anni.

## Carriera
L'interesse della Connolly per l'opera e la carriera a tempo pieno nella musica classica iniziò dopo aver lasciato i BBC Singers. Iniziò la sua carriera operistica nel ruolo di Annina (Il cavaliere della rosa) nel 1994. Il ruolo che diede una svolta alla sua carriera fu Serse nella produzione nazionale dell'English National Opera del 1998 del Serse (Xerxes) di Händel, diretto da Nicholas Hytner.
Nel 2005 cantò il ruolo del protagonista nel Giulio Cesare di Händel per il Glyndebourne Festival Opera. Il DVD della produzione, diretta da David McVicar, vinse un Gramophone Award. Cantando la parte di Sesto nella produzione di McVicar de La Clemenza di Tito per l'English National Opera nel 2006, la Connolly fu nominata per un Olivier Award. Il suo debutto del 2005 presso il Metropolitan Opera avvenne nella stessa opera, ma nel ruolo di Annio.
Nel 2009 cantò (nel Didone ed Enea di Purcell) al Teatro alla Scala e fece il suo debutto al Royal Opera House, Covent Garden come Didone nella stessa opera. Nel 2010 fece il suo debutto nel ruolo di "Der Komponist" in Ariadne auf Naxos al Metropolitan Opera. Nel 2011 ha ricevuto il Distinguished Musician Award (Premio illustre musicista) dall'Incorporated Society of Musicians. Per il suo recital presso l'Alice Tully Hall di New York, la Connolly ha ricevuto una recensione entusiastica nel New York Times.
Fece il debutto come Fricka ne L'Anello del Nibelungo di Wagner (Royal Opera House) e all'inizio di quell'anno cantò Phèdre in Hippolyte et Aricie di Rameau (Paris Opéra al Palais Garniér). La Connolly riprese Phèdre per il Glyndeburne Festival Opera in una produzione di Jonathan Kent del 2013, diretta da William Christie.
La Connolly ha vinto la Silver Lyre nel 2012 assegnato dalla Royal Philharmonic Society per il miglior cantante solista ed è stata nominata nella Categoria di Migliore Cantante Femminile negli inaugurali International Opera Awards (Premi Internazionali di Opera) tenuti a Londra nel 2013 e lei fu la destinataria di un Most Outstanding Achievement (Successo più Eccezionale) del 2013 in un Ruolo Principale per il WhatsOnStage Opera Poll (Sondaggio Operistico di WhatsOnStage) come Ottaviano in Der Rosenkavalier con l'English National Opera.
Durante le celebrazioni di Gustav Mahler del 2011, la Connolly ha eseguito tutte le sue opere vocali nel Regno Unito e all'estero con la Philharmonia e Maazel, la LPO e Jurawski e Nezet Séguin, la LSO con Marin Alsop, l'OAE con Rattle e l'Orchestra del Gewandhaus di Lipsia sotto Chailly. Cantò nel concerto di apertura dei BBC Promenade Concerts del 2012, trasmessi dalla Royal Albert Hall, che eseguì anche A Child of our Time di Tippett più tardi nella serie. È costantemente impegnata a promuovere la nuova musica; le sue esibizioni comprendono Tribute to Cavafy di Sir John Tavener presso la Symphony Hall, Birmingham ed il suo film musicale Children of Men.
La Connolly ha realizzato la prima registrazione di Twice Through the Heart di Mark-Anthony Turnage con Marin Alsop e la London Philharmonic Orchestra dopo aver precedentemente eseguito la prima in Belgio e Olanda del lavoro con lo Schoenberg Ensemble diretto da Oliver Knussen. Ha cantato il ruolo di Susie nella prima produzione dell'opera di Turnage The Silver Tassie alla English National Opera nel 2000.
Le altre sue registrazioni comprendono lieder di Schumann con Eugene Asti per Chandos, "Songs of Love and Loss", lieder di Korngold con Iain Burnside, il Requiem di Duruflé per Signum e Dido and Aeneas di Purcell con l'Orchestra of the Age of Enlightenment per la quale ha raccolto i fondi e selezionato il cast per la registrazione.
Nel settembre 2009 la Connolly ha fatto la sua prima apparizione come solista ospite a The Last Night of the Proms, cantando Rule, Britannia! indossando una replica dell'uniforme della Royal Navy di Lord Nelson.
Ha ricevuto una laurea honoris causa in musica dalla Nottingham Trent University nel 2017.

## Vita privata
Nel luglio 2019 annunciò un periodo di sospensione temporaneo per sottoporsi a un intervento chirurgico per un cancro al seno, al quale dovette rinunciare per far fronte alle imminenti esecuzioni con i BBC Proms e dell'Orfeo ed Euridice con l'English National Opera.
La Connolly vive con suo marito e la loro figlia nel Gloucestershire. Si oppone pubblicamente alla Brexit.

## Ruoli operistici

### Royal Opera House
George Enescu
- Œdipe (Jocaste)

Henry Purcell
- Dido and Aeneas (Dido)

Richard Wagner
- Das Rheingold (Fricka)
- Die Walküre (Fricka)
- Tristan und Isolde (Brangäne)

### Welsh National Opera
Richard Strauss
- Ariadne auf Naxos (Der Komponist)

### Opera North
Gaetano Donizetti
- Maria Stuarda (Maria)

Vincenzo Bellini
- I Capuleti e i Montecchi (Romeo)

### English National Opera
Vincenzo Bellini
- I Capuleti e i Montecchi (Romeo)

Alban Berg
- Lulu (Geschwitz)

Hector Berlioz
- Les Troyens (Dido)

Benjamin Britten
- The Rape of Lucretia (Lucretia)

Marc-Antoine Charpentier
- Medea (Medea)

Georg Friedrich Händel
- Alcina (Ruggiero)
- Agrippina (Agrippina)
- Ariodante (Ariodante)
- Semele (Ino)
- Serse (Serse)

Claudio Monteverdi
- L'incoronazione di Poppea (Empress Ottavia)

Wolfgang Amadeus Mozart
- La clemenza di Tito (Sesto) – 2006 Laurence Olivier Award nomination for Outstanding Achievement in Opera

Henry Purcell
- Dido and Aeneas (Dido)

Richard Strauss
- Der Rosenkavalier (Octavian)

Mark-Anthony Turnage
- The Silver Tassie (Susie)

### Scottish Opera
- Richard Strauss: Der Rosenkavalier (Octavian)

### Glyndebourne Festival Opera
- Georg Friedrich Händel: Giulio Cesare (Giulio Cesare)
- Johann Sebastian Bach: Passione secondo Matteo
- Richard Wagner: Tristano e Isotta (Brangäne)
- Rameau: Hippolyte et Aricie (Phèdre)
- Brett Dean: Hamlet (Gertrude)

### Opéra National de Paris
- Händel: Giulio Cesare (Sesto)
- Rameau: Hippolyte et Aricie (Phèdre)

### La Scala, Milano
- Henry Purcell: Dido and Aeneas (Dido)

### Maggio Musicale Fiorentino, Firenze
- Claudio Monteverdi: L'incoronazione di Poppea (Nerone)

### La Monnaie, Bruxelles
- Henry Purcell: Dido and Aeneas (Dido)

### De Nederlandse Opera
Händel
- Giulio Cesare (Giulio Cesare)
- Ariodante (Ariodante)

### Liceu, Barcellona
Monteverdi
- L'incoronazione di Poppea (Nerone)

Händel
- Agrippina (Agrippina)

Wagner
- Tristan und Isolde (Brangäne)

### Festival d'Aix-en-Provence
Mozart
- La Clemenza di Tito (Sesto)

Händel
- Ariodante (Ariodante)

### Bavarian State Opera, Monaco
- Britten: The Rape of Lucretia (Lucretia)
- Gluck: Orfeo ed Euridice (Orfeo)

### Bayreuth Festival
Richard Wagner
- L'oro del Reno (Fricka)
- La Valchiria (Fricka)

### Festspielhaus Baden-Baden
Richard Wagner
- Tristano e Isotta (Brandäne)

### Wiener Staatsoper
Georg Friedrich Händel
- Ariodante (Ariodante)

### Ruoli negli Stati Uniti
New York City Opera
- Vincenzo Bellini: I Capuleti e i Montecchi (Romeo)
- Georg Friedrich Händel: Ariodante (Ariodante)
- Georg Friedrich Händel: Serse (Xerxes)

Metropolitan Opera
- Wolfgang Amadeus Mozart: La clemenza di Tito (Annio)
- Richard Strauss: Ariadne auf Naxos (The Composer)
- Richard Strauss: Capriccio (Clairon)

San Francisco Opera
- Georg Friedrich Händel: Semele (Ino and Juno)

## Incisioni
Recordings include:
- Gustav Mahler Das Lied von der Erde - PENTATONE, 2020
- Henry Purcell "Dido and Aeneas" Chandos/OAE, 2009
- Frank Bridge Orchestral Songs Chandos/BBCNOW/Hickox, 2005
- Edward Elgar: Bournemouth Symphony Orchestra, Simon Wright The Music Makers / Sea Pictures Naxos. GRAMMY NOMINATED 2006 (Solo Vocal category)
- Edward Elgar: The Very Best of Elgar 8.552133-34
- Georg Friedrich Händel: Giulio Cesare (Glyndebourne, 2006) – Glyndebourne Festival Opera – OAE / Christie/Opus Arte GRAMMOPHONE AWARD WINNER (Best Early Opera)
- Georg Friedrich Händel: Heroes and Heroines – The Sixteen / Harry Christophers, Coro
- Georg Friedrich Händel: Solomon (Solomon) Harmonia Mundi (2007 release)
- Leoš Janáček: The Cunning Little Vixen – The Innkeepers Wife, ARTHAUS DVD, 1995
- Gustav Mahler Des Knaben Wunderhorn – OCE / Herreweghe Harmonia Mundi, 2006 EDISON AWARD WINNER (Solo Vocal category)
- Gustav Mahler Das Lied von der Erde - London Philharmonic Orchestra / Yannick Nézet-Séguin - Recorded live at Southbank Centre's Royal Festival Hall, London, on 19 February 2011[24]
- Felix Mendelssohn: Songs and Duets Vol. 3 Hyperion, 2004
- Felix Mendelssohn: Elia – The Queen/Soprano soloist, Winged Lion, 2012
- Wolfgang Amadeus Mozart – Messa in do minore and Haydn – Scena di Bernice – Gabrieli Consort / McCreesh DG, 2006
- Arnold Schönberg: BBC Voices – Blood Red Carnations: Songs by Arnold Schoenberg Black Box, 2002
- John Tavener: Children of Men
- The Exquisite Hour – Recital Disc: Songs by Brahms, Britten, Hahn, Haydn (Eugene Asti) Signum Classics, 2006[25]
- Robert Schumann: Songs of Love and Loss (Eugene Asti) – Chandos, 2008
- Erich Korngold: Sonett für Wien: Songs of Erich Korngold Sarah Connolly (mezzo-soprano), William Dazeley (baritone), Iain Burnside (piano) Signum Classics SIGCD160
- Jean-Philippe Rameau: Les fêtes d'Hébé (Les Arts Florissants & William Christie)- Erato, 1997